# Thiago Pereira
Thiago Machado Vilela Pereira, född 26 januari 1986 i Volta Redonda, är en brasiliansk simmare. Den mest framgångsrika simmaren ifrån Brasilien igenom tiderna, Pereira har vunnit silver på 400 meter medley vid Sommar-OS 2012 i London, där han vann finalen mot Michael Phelps. Pereira bor i Belo Horizonte.